# 太行铁线莲
太行铁线莲（学名：Clematis kirilowii）为毛茛科铁线莲属下的一个种。

## 扩展阅读
- 維基物種上的相關：太行铁线莲